# MangaGamer
MangaGamer是一个成立于2008年的日本电子游戏发行商，主要代理日本视觉小说的英文翻译工作并发行，受众为使用英文的日本以外的视觉小说玩家，由日本Anime Content株式会社运营。它既发售数字版游戏，也发售实体版游戏，其中发布的游戏包含日本成人游戏。

## 历史
MangaGamer是由日本成人游戏制作公司OVERDRIVE的总裁竹内博于2008年所创立，旨在向日本以外的地区发行原本只在日本国内发行的视觉小说。由于人力和经费问题，他说服Tarte、NEXTON、Circus等其他几个成人游戏制作公司组成合资企业。公司创立之初，其所发行的游戏是参与合资的公司所开发的游戏。而一开始公司的员工绝大多数是日本人，进行游戏翻译的员工也是以日语为母语，以英语为外语的日本人，因为语言技能的原因，公司一开始发行的游戏翻译质量不高，使得不少玩家对此表示不满。2009年，约翰·皮克特（John Pickett）加入MangaGamer，成为公司里第一位以英文为母语的翻译，后来也有其他的英语母语者加入，担任翻译和校正工作，使得游戏的翻译质量得到了提高。

## 与非官方翻译团体之间的关系
MangaGamer曾协助一些游戏的非官方翻译团体获得游戏制作公司的授权，并通过MangaGamer平台代理发行，如Innocent Grey公司所开发的《壳之少女》起初由非官方英文翻译团队TLWiki所翻译，后来获得官方授权，翻译文本被MangaGamer采用校正后发行。此外，MangaGamer也曾代理发行日文原版视觉小说，如日本同人游戏制作团队07th Expansion所开发的《彼岸花綻放之夜》和《Rose Guns Days》，方便日本以外的玩家购买游戏本体并使用非官方翻译补丁，进而玩到英文版的游戏。

## 发售形式
一开始MangaGamer只发售电子版游戏，玩家在MangaGamer上注册帐号后进行购买，然后从网站上下载已购买的游戏。在2010年的漫展Anime Expo和Otakon上，MangaGamer发售了《寒蝉鸣泣之时》和《KIRA☆KIRA 煌煌舞台》全年龄版的实体版，随后MangaGamer开始同时发售游戏的实体版和电子版，其中实体版除了在它自己的网店上发售之外，也有一些由J-List等网站代理发售。
而在电子版发售方面，MangaGamer除了在自己的官方网站上发售之外，也把一些游戏上架到Steam游戏平台上，不过一开始并不顺利，当时Steam对视觉小说是否属于电子游戏的界定标准较为严格，所以一开始能上架到Steam游戏平台上的视觉小说很少。